# Laguna Niguel
Laguna Niguel är en stad (city) i Orange County, i delstaten Kalifornien, USA. Enligt United States Census Bureau har staden en folkmängd på 63 940 invånare (2011) och en landarea på 38,4 km². Laguna Niguel gränsar till städerna Laguna Beach, Dana Point, San Juan Capistrano, Mission Viejo, Laguna Hills och Aliso Viejo.